# Портрет Эдварда Виндзора и его семьи
«Портрет Эдварда Виндзора и его семьи» (или «Портрет Эдварда Виндзора, 3-го барона Виндзора, его жены, Кэтрин де Вер, и их семьи», англ. «Portrait of Edward, 3rd Baron Windsor, his wife Katherine de Vere, and their family») — картина неизвестного английского художника, выполненная в 1568 году, считается образцом провинциальной аристократической живописи эпохи Тюдоров.

## История картины
Размер картины — 94 на 123,8 сантиметра. Создана в 1568 году неизвестным художником. В начале XX века атрибутировалась фламандскому художнику, работавшему в Англии, Гансу Эворту (1515—1574), в настоящее время приписывается Мастеру графини Уорик, творчество которого относится к 60-м годам XVI века. Существует гипотеза, что Ганс Эворт и Мастер графини Уорик является одним и тем же лицом. Мастеру графини Уорик приписываются также другие картины, как сочетающие жанровую сценку с групповым портретом представителей провинциальной знати, так и традиционные портреты.
«Портрет Эдварда Виндзора и его семьи» хранится в настоящее время в коллекции маркизов Бьют (англ. The Bute Collection) в Маунт Стюарт Хаус на острове Бьют (англ. Isle of Bute, гэльск. Eilean Bhòid или Eilean Bhòdach), который находится на западе Шотландии, в заливе Ферт-оф-Клайд, прежде находился в коллекции маркизов Бьют в Кардиффе. Внимание искусствоведов и историков к картине было привлечено после публикации сообщения о ней в 1913 году, когда в научном сборнике «The Walpole Society» появилась статья Лионеля Каста о творчестве художника Ганса Эворта, которому он эту картину и атрибутировал. В этом же сборнике была опубликована и чёрно-белая фотография картины. Картина неоднократно участвовала в крупных выставках, представлявших публике искусство эпохи Тюдоров, среди таких выставок «Elizabeth I & Her People» в Национальной портретной галерее (в Лондоне).

## Персонажи, изображённые на картине
Надпись на картине в левом верхнем углу, вероятно, сделанная позже, гласит: «Эдвард Лорд Виндзор и его супруга, дочь графа Оксфорда. Их дети: лорд Фредерик Виндзор, лорд Томас Виндзор (на самом деле его имя — Генри), и их два младших брата». Изображены семь персонажей. Фон картины — тёмный. Никто из персонажей не смотрит друг на друга, создаётся атмосфера разобщённости. В карты играют младшие сыновья Эдварда Виндзора, а в шахматы старшие. Лица взрослых людей спокойны, но во взгляде ощущается напряжённость.
- Эдвард Виндзор, 3-й барон Виндзор[англ.] (1532—1574), пэр Англии, глава семейства, изображённого на картине. 2 октября 1553 года, на следующий день после коронации королевы Марии, Эдвард Виндзор был назначен Knight of the Carpet. Сражался в битве при Сен-Кантене (1557 год), участвовал в Итальянской войне 1551—1559 годов на стороне Испании и Священной Римской империи против французского короля Генриха II (в английском экспедиционном корпусе под командованием Фрэнсиса Рассела, 2-го графа Бедфорда). В 1558 году он унаследовал титул умершего отца, Уильяма Виндзора, 2-го барона Виндзора (даты жизни — 1498—1558, барон Виндзор в 1543—1558). В 1566 году принимал у себя королеву Елизавету I, возвращавшуюся из Оксфорда. Будучи католиком, он много лет жил на континенте, вдали от родины. Он умер в Венеции 24 января 1574 года, где и был похоронен на кладбище базилики Санти-Джованни-э-Паоло в Венеции. Его надгробный памятник приписывается скульптору Алессандро Витториа. Завещал наследнику пожертвовать крупную сумму денег на благотворительность[8][9].
- Леди Кэтрин де Вер (1538—1600), дочь Джона де Вера, 16-го графа Оксфорда, и его первой жены, Кэтрин — супруга Эдварда Виндзора с 1555 года. Она изображена на картине рядом с мужем[10][11].
- Старший из сыновей — Фредерик Виндзор, 4-й барон Виндзор (1559—1585, барон Виндзор в 1574—1585), скончался неженатым, графский титул унаследовал его младший брат Генри. Генри Виндзор — 5-й барон Виндзор (1562—1605, барон Виндзор в 1585—1605). Оба этих мальчика изображены за игрой в шахматы[12][3].
- Младшие дети супружеской пары (Эдвард, 1566—?, и Эндрю, 1564—?) изображены за игрой в карты. Оба они умерли молодыми[3].
- В пожилой даме, присутствующей на картине, историки видят, предположительно, Элизабет Пaулет (англ. Elizabeth Paulet по первому мужу, урождённую Кaудри, англ. Elizabeth Cowdrey), мачеху Эдварда Виндзора (родилась в 1520 и умерла в 1588—1589)[13][3]. После смерти своего супруга (отца Эдварда Виндзора) она в третий раз вышла замуж в 1560 году за Джорджа Путтнэма, но развелась с ним в 1575 году[14].

## Позиция на шахматной доске
Подобная позиция могла вполне возникнуть в реальной партии. По мнению греческого искусствоведа Никаса Сфикаса художник сознательно противопоставляет на картине шахматы как игру, демонстрирующую работу мысли, игральным картам, где противники рассчитывают в первую очередь на удачу. Край картины скрывает чёрного короля. Доска расположена так, чтобы зритель находился со стороны черных фигур. На картине изображена позиция за два хода до мата. Мальчик подталкивает чёрного слона с f3 на e4 с шахом. Единственное поле, куда может отступить белый король, — d1. После этого чёрный ферзь бьёт белого ферзя на f1, ставя мат белому королю. Можно предположить, что белые предыдущим ходом взяли более значимую фигуру, чем слон. Возможно, чёрную ладью, стоявшую на поле f1, куда и переместился белый ферзь (до этого он, вероятно, располагался на клетке h3).

## Галерея
- Mount Stuart House, место хранения картины
- Неизвестный художник. Портрет Эдварда Виндзора и его семьи. 1568
- Портрет Эдварда Виндзора и его семьи. Реконструкция позиции на доске и комбинации. Анимация .gif